# Upper Hutt
Upper Hutt (em maori: Te Awa Kairangi ki Uta)  é uma cidade na região de Wellington, na Nova Zelândia, e uma das quatro cidades que constituem a área metropolitana de Wellington.

## História
Upper Hutt fica em uma área originalmente conhecida como Orongomai  e a do rio era Heretaunga. Os primeiros residentes da área foram Māori do Ngāi Tara iwi . Vários outros iwi controlaram a área nos anos anteriores a 1840 e, quando os primeiros colonos chegaram, a área fazia parte do Te Āti awa rohe .
Em 1839, a empresa inglesa, The New Zealand Company, fez uma compra de cerca de 160.000 acres de terra na região de Wellington, incluindo Upper Hutt, aos chefes maoris. O Vale Hutt recebeu o nome de um dos fundadores desta empresa. As tentativas de negociações da Companhia da Nova Zelândia e, posteriormente, da Coroa (após o Tratado de Waitangi em 1840), com os maoris locais em relação às terras em Upper Hutt fracassaram, incluindo a não realização de transações com todos os iwi que tinham reivindicações sobre as terras.
Richard Barton, que se estabeleceu em Trentham em 1841, foi o primeiro residente europeu. Barton posteriormente subdividiu suas terras e reservou uma grande área que foi transformada em parque. James Brown se estabeleceu na área que se tornou a cidade de Upper Hutt em 1848.
Alarmados pela guerra de Taranaki e pelos avistamentos de maoris locais portando armas, os colonos exigiram pela construção de fortificações em Upper Hutt e Lower Hutt. O governo e os militares responderam construindo duas paliçadas no Vale Hutt em 1860. Embora a paliçada em Upper Hutt tenha permanecido em serviço por 6 meses, a ameaça de hostilidades logo passou e nenhuma das instalações jamais sofreu nenhuma ação hostil.
A linha ferroviária de Wellington chegou a Upper Hutt em 1º de fevereiro de 1876. A linha foi estendida até Kaitoke. A linha continuou pela Cordilheira Remutaka até Featherston.
No início de março de 1914, a área de Upper Hutt tinha seu próprio abastecimento de água. A capacidade de fornecimento foi aumentada após a construção de uma represa na região, em 1930.

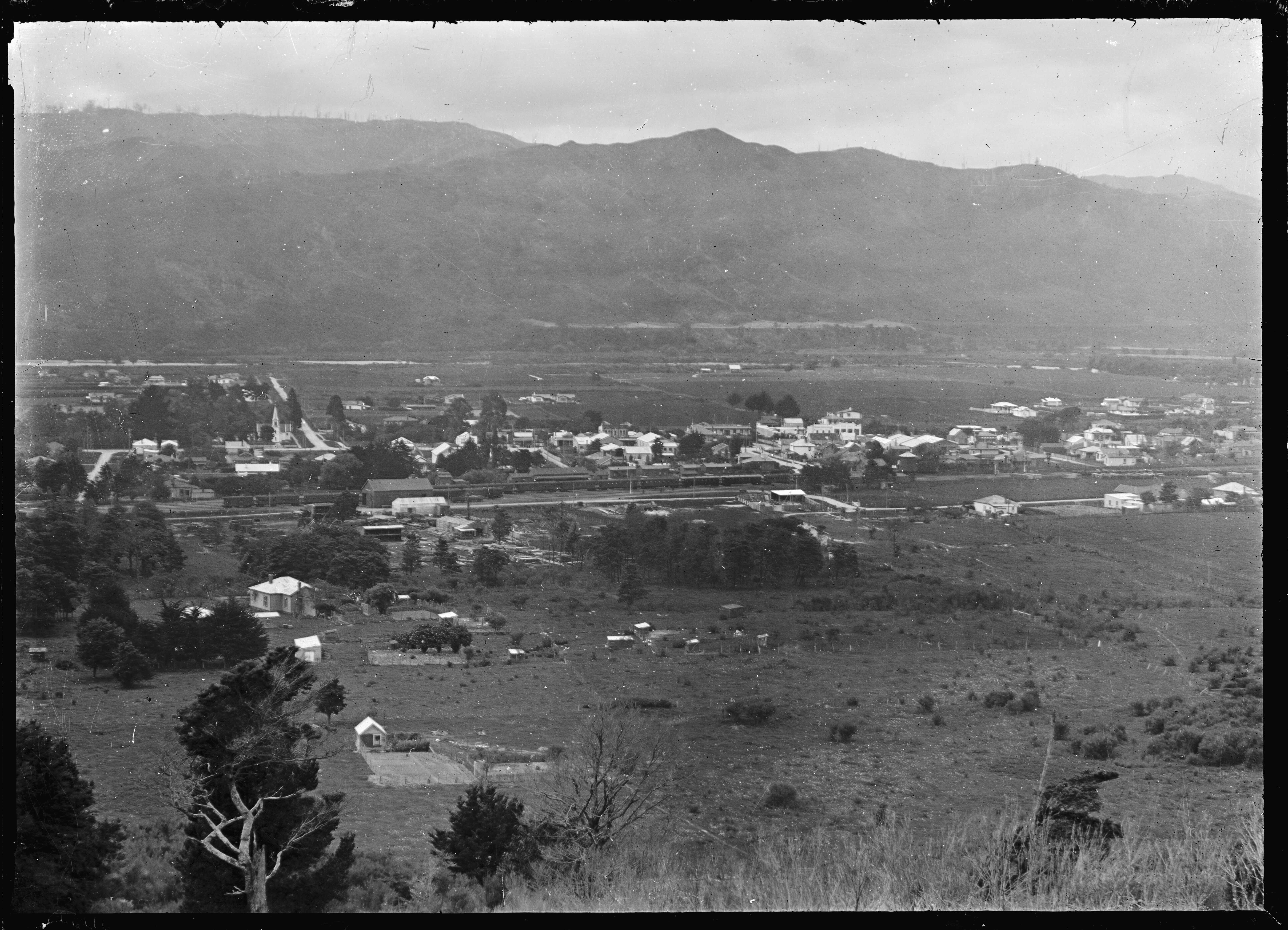
Vista de Upper Hutt de Wallaceville Hill, 1924

Por muitos anos, Upper Hutt foi uma cidade rural de serviços, apoiando a comunidade rural agrícola e florestal do entorno. A urbanização séria do alto Vale Hutt só começou por volta da década de 1920, mas a partir do final da década de 1940, a população de Upper Hutt cresceu à medida que as pessoas se mudavam da do centro de Wellington para uma área mais isolada, porém extensa. Em 1950, o Trentham Memorial Park foi criado com uma área de quase 50 hectares.
Upper Hutt continuou a crescer em população e tornou-se uma cidade dentro da área metropolitana de Wellington em 1966, depois que o Estatístico do Governo certificou que a população havia atingido 20.000, permitindo que o Secretário da Cidade fizesse um pedido de status de cidade.
Em fevereiro de 1979, Muhammed Ali veio para a Nova Zelândia, hospedando-se em Upper Hutt.

### Lugares históricos

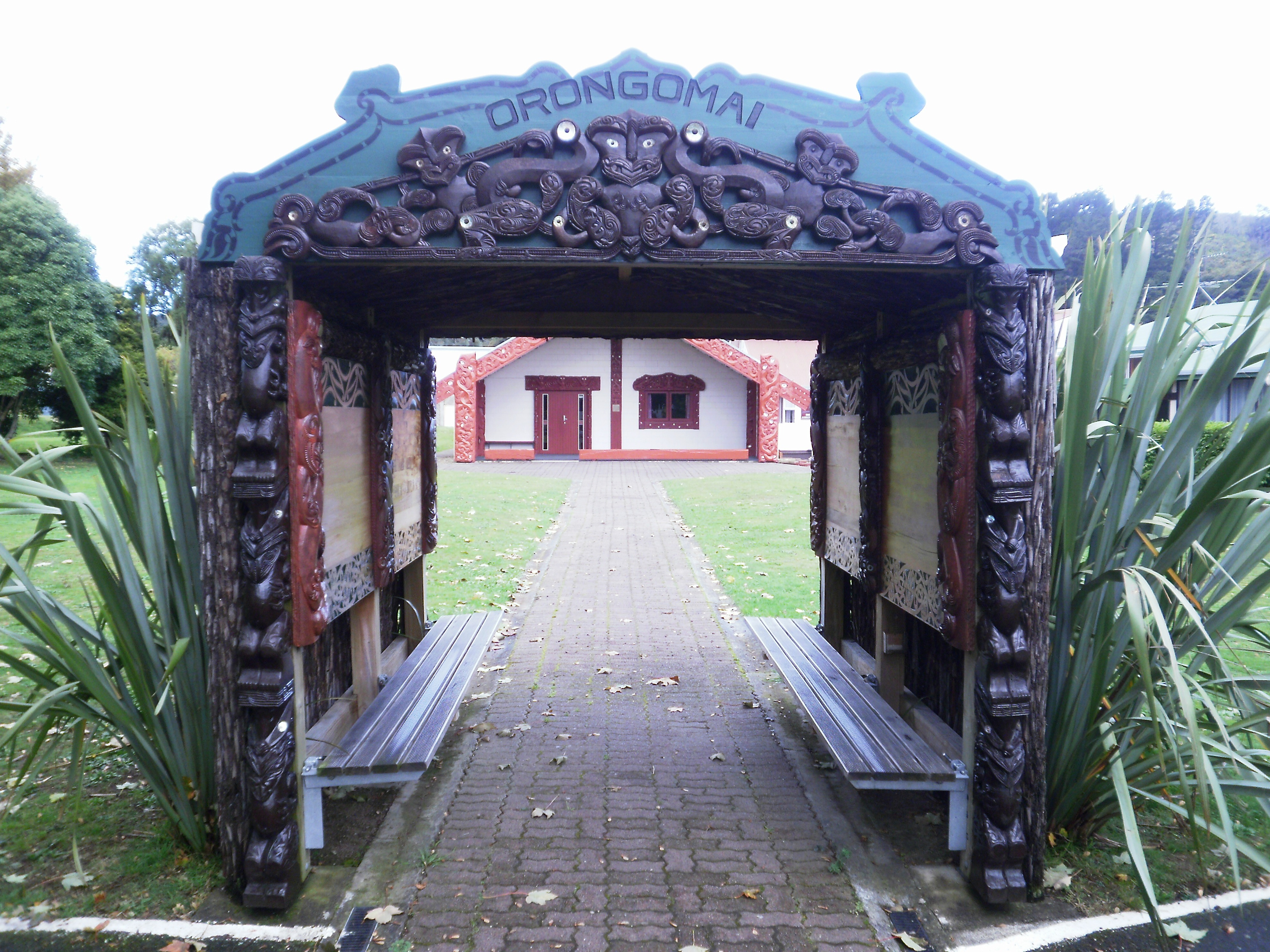
Orongomai Marae deve o seu nome a cultura Māori, que significa lugar de Rongomai.

Existem doze locais históricos na cidade incluídos na lista de locais históricos da Heritage New Zealand. A área histórica, a Remutaka Incline Rail Trail, atravessa parte do distrito de South Wairarapa.

## Geografia
O centro da cidade de Upper Hutt fica a aproximadamente 26 km a nordeste de Wellington. Embora as principais áreas de desenvolvimento urbano estejam ao longo do vale do Rio Te Awa Kairangi, a cidade se estende até o topo do Passo Remutaka, ao nordeste, e até o Vale Akatarawa e as montanhas da cordilheira Akatarawa, ao norte e noroeste, quase alcançando a Costa Kāpiti.

### Clima
Upper Hutt possui um clima temperado, no entanto, devido à sua localização num vale, geralmente tende a ser mais quente do que o centro da cidade de Wellington no verão e muito mais frio no inverno. Não é incomum no verão que as temperaturas atinjam os 20°C e, no inverno, a temperatura cai para até -5 °C com geadas regulares e muitas vezes intensas. A neve geralmente não cai abaixo de 300 m, mas em 2011 a neve ao nível do mar em Upper Hutt ocorreu duas vezes, como parte das tempestades de neve de 2011 na Nova Zelândia. Em 25 de julho e novamente entre 14 e 16 de agosto, que foi a nevasca mais forte em Upper Hutt desde 1976 e foi uma grande novidade para os residentes. Upper Hutt recebe cerca de 1.400 mm de chuva por ano. Com 17,5°C em média, fevereiro é o mês mais quente, enquanto julho é o mais frio, com 8,5 °C.

## Esportes e recreação
Caminhadas e mountain biking são atividades populares ao longo do Rio Te Awa Kairangi/Hutt e nas trilhas de muitos parques, incluindo Karapoti. Esportes de equipe populares incluem críquete, netball, rúgbi, rugby league, futebol e futebol americano Valley Gridiron.

## Cidades-irmãs
- Mesa, Arizona, Estados Unidos. [11][12]